# 中国共产党第十六届中央委员会委员列表
中國共產黨第十六次全國代表大會於2002年11月8日至14日在北京召開。大會選舉產生了198名中國共產黨第十六屆中央委員會委員。

## 委員列表
（按姓氏的簡體中文筆畫為序）
习近平、马凯、馬啟智（回族）、馬曉天、王刚、王晨、王云龙、王云坤、王太华、王乐泉、王兆国、王眾孚、王旭東、王岐山、王滬寧、王金山、王建民、王勝俊、王鴻舉、乌云其木格（女，蒙古族）、邓昌友、石云生、石秀诗、石宗源（回族）、卢展工、田凤山（2004年9月撤銷職務）、田成平、田聰明、白立忱（回族）、白志健、白克明、白恩培、司马义·艾买提（維吾爾族）、列确（藏族）、吕福源（2004年5月逝世）、回良玉（回族）、朱启、乔清晨、华建敏、多吉才让（藏族）、劉京、刘淇、刘云山、刘书田、刘冬冬、刘永治、刘延东（女）、刘华秋、刘志军、劉振華、刘镇武、許永躍、许其亮、孙志强、孙家正、牟新生、苏荣、杜青林、李长江、李长春、李至倫（2007年4月逝世）、李兆焯（壯族）、李安東、李克强、李金華、李建国、李榮融、李棟恒、李贵鲜、李铁林、李继耐、李乾元、李盛霖、李肇星、李德洙（朝鮮族）、李毅中、楊元元、楊正午（土家族）、杨怀庆、楊德清、肖扬、吴仪（女）、吴双战、吴邦国、吴官正、何勇、汪光燾、汪恕誠、汪啸风、沈滨义、宋法棠、宋照肅、宋德福（2007年9月病逝）、遲萬春、张云川、張中偉、张文台、张文康、张玉台、张左己、张立昌、张庆伟、张庆黎、张学忠、張春賢、张俊九、张高丽、張維慶、张福森、张德江、張德鄰、陸浩、阿不來提·阿不都熱西提（維吾爾族）、陈云林、陈至立（女）、陳傳闊、陈良宇（2007年7月撤銷職務）、陈建国、陈奎元、陈炳德、陈福今、羅幹、罗清泉、季允石、金人庆、周强、周小川、周永康、周聲濤、周遇奇、郑万通、郑斯林、孟学农、孟建柱、項懷誠、赵可铭、赵乐际、赵启正、胡錦涛、鈕茂生（滿族）、俞正聲、聞世震、姜福堂、洪虎、贺国强、袁伟民、热地（藏族）、贾庆林、贾治邦、贾春旺、柴松岳、钱运录、钱国梁、钱树根、徐才厚、徐匡迪、徐有芳、徐光春、徐荣凯、徐冠华、高祀仁、郭伯雄、郭金龙、唐天标、唐家璇、黄菊（2007年6月逝世）、黄华华、黄晴宜（女）、黄智权、黄镇东、曹刚川、曹伯纯、常万全、符廷贵、閻海旺、梁光烈、隋明太、葛振峰、韓正、储波、曾庆红、曾培炎、温宗仁、温家宝、蒲海清、蒙進喜、雷鳴球、虞雲耀、路甬祥、解振华、靖志远、廖晖、廖锡龙、滕文生、薄熙来、戴秉国（土家族）、戴相龙、魏禮群
| 习近平                             | 马凯                         | 马启智 （回族）          | 馬曉天                | 王刚                          | 王晨                   | 王云龙 | 王云坤            |
| 王太华                             | 王乐泉                       | 王兆国                   | 王眾孚                | 王旭東                        | 王岐山                 | 王滬寧 | 王金山            |
| 王建民                             | 王勝俊                       | 王鴻舉                   | 乌云其木格 （蒙古族） | 邓昌友                        | 石云生                 | 石秀诗 | 石宗源 （回族）   |
| 卢展工                             | 田凤山 （2004年9月撤銷職務） | 田成平                   | 田聰明                | 白立忱 （回族）               | 白志健                 | 白克明 | 白恩培            |
| 司马义·艾买提 （維吾爾族）         | 列确 （藏族）                | 吕福源 （2004年5月逝世） | 回良玉 （回族）       | 朱启                          | 乔清晨                 | 华建敏 | 多吉才让 （藏族） |
| 劉京                               | 刘淇                         | 刘云山                   | 刘书田                | 刘冬冬                        | 刘永治                 | 刘延东 | 刘华秋            |
| 刘志军                             | 劉振華                       | 刘镇武                   | 許永躍                | 许其亮                        | 孙志强                 | 孙家正 | 牟新生            |
| 蘇榮                               | 杜青林                       | 李长江                   | 李长春                | 李至倫 （2007年4月逝世）      | 李兆焯 （壯族）        | 李安東 | 李克强            |
| 李金華                             | 李建国                       | 李榮融                   | 李棟恒                | 李贵鲜                        | 李铁林                 | 李继耐 | 李乾元            |
| 李盛霖                             | 李肇星                       | 李德洙 （朝鮮族）        | 李毅中                | 楊元元                        | 楊正午 （土家族）      | 楊懷慶 | 楊德清            |
| 肖扬                               | 吴仪                         | 吳雙戰                   | 吴邦国                | 吴官正                        | 何勇                   | 汪光燾 | 汪恕誠            |
| 汪嘯風                             | 沈濱義                       | 宋法棠                   | 宋照肅                | 宋德福 （2007年9月病逝）      | 遲萬春                 | 张云川 | 張中偉            |
| 张文台                             | 张文康                       | 张玉台                   | 张左己                | 张立昌                        | 张庆伟                 | 张庆黎 | 张学忠            |
| 張春賢                             | 张俊九                       | 张高丽                   | 張維慶                | 张福森                        | 张德江                 | 張德鄰 | 陸浩              |
| 阿不來提·阿不都熱西提 （維吾爾族） | 陈云林                       | 陈至立                   | 陳傳闊                | 陈良宇 （2007年7月 撤銷職務） | 陈建国                 | 陈奎元 | 陈炳德            |
| 陈福今                             | 羅幹                         | 罗清泉                   | 季允石                | 金人庆                        | 周强                   | 周小川 | 周永康            |
| 周聲濤                             | 周遇奇                       | 郑万通                   | 郑斯林                | 孟学农                        | 孟建柱                 | 項懷誠 | 赵可铭            |
| 赵乐际                             | 赵启正                       | 胡錦涛                   | 鈕茂生 （滿族）       | 俞正聲                        | 聞世震                 | 姜福堂 | 洪虎              |
| 贺国强                             | 袁伟民                       | 热地 （藏族）            | 贾庆林                | 贾治邦                        | 贾春旺                 | 柴松岳 | 钱运录            |
| 钱国梁                             | 钱树根                       | 徐才厚                   | 徐匡迪                | 徐有芳                        | 徐光春                 | 徐荣凯 | 徐冠华            |
| 高祀仁                             | 郭伯雄                       | 郭金龙                   | 唐天标                | 唐家璇                        | 黄菊 （2007年6月逝世） | 黄华华 | 黄晴宜            |
| 黄智权                             | 黄镇东                       | 曹刚川                   | 曹伯纯                | 常万全                        | 符廷贵                 | 閻海旺 | 梁光烈            |
| 隋明太                             | 葛振峰                       | 韓正                     | 储波                  | 曾庆红                        | 曾培炎                 | 温宗仁 | 温家宝            |
| 蒲海清                             | 蒙進喜                       | 雷鳴球                   | 虞雲耀                | 路甬祥                        | 解振华                 | 靖志远 | 廖晖              |
| 廖锡龙                             | 滕文生                       | 薄熙来                   | 戴秉国 （土家族）     | 戴相龙                        | 魏禮群                 |        |                   |

## 遞補委員
2004年9月中共十六屆四中全會遞補：
1. 艾斯海提·克里木拜（哈薩克族）
2. 王正伟（回族）

2007年10月中共十六屆七中全會遞補：
1. 朱祖良
2. 杜学芳（女）
3. 杨传堂
4. 邱衍汉